# Carex jizhuangensis
Espèce
Classification phylogénétique
Carex jizhuangensis est une espèce des plantes du genre Carex et de la famille des Cyperaceae.